# Tres tristes tigres (novela)
Tres tristes tigres es una novela del escritor cubano Guillermo Cabrera Infante, ganadora del Premio Biblioteca Breve, de la editorial Seix Barral, en 1964 y publicada por primera vez en 1967, en una versión reescrita por motivos de censura. Su autor manifestó que «está escrita en cubano». Fidel Castro la vetó en Cuba.
Escrita en el período de auge del boom latinoamericano, y enmarcada a veces dentro de este, es considerada una de las novelas más importantes de las letras hispanoamericanas. Se caracteriza por el uso ingenioso del lenguaje. Introduce coloquialismos cubanos y constantes guiños y referencias a otras obras literarias. Es un texto complejo y de gran riqueza lingüística, fuertemente oral —el mismo Cabrera sugiere en una nota aclaratoria al principio de la novela que «no sería mala idea leerla en voz alta»—, que recrea el ambiente nocturno de La Habana a través de las andanzas de tres amigos en el transcurso de una noche.
En 1970 recibió el Prix du Meilleur livre étranger (Premio al mejor libro extranjero).
Esta novela ha sido traducida a varios idiomas como el inglés, japonés y esloveno.